# Magyardécse
Magyardécse (románul Cireșoaia, németül Bellsdorf) Beszterce-Naszód megye Árpástó községéhez tartozó falu; főleg a cseresznyetermesztéséről híres.

## Történelme
Az első feljegyzések 1269-ből származnak, amikor a falu területének fele Bélus (Márk fia), a terület másik fele pedig Fülöp (Jákob fia) tulajdonában volt. Mindketten Bálványosváralja vazallusai. 1269-ben a falu az Apafi család tulajdonába kerül. Itt már, a Kemény Jánost követő Ali basa csapata is táborozott, az 1661-es török hadjáratok idején. A feljegyzések megemlítik a jobbágyok és zsellérek jelenlétet is. Kádár a Szolnok-Doboka vármegye monográfiájában megemlíti, hogy a falu területén régészeti leletekre bukkantak. 1759-ben a falu saját helyőrséggel rendelkezett.
Magyardécse ókori település, melyet már az őskorban laktak. Egyik hagyomány szerint ezen a helyen óriások laktak; ma is létezik egy határrész "Óriás" névvel, ahol régi korabeli pénzérmeket találtak, vastag, nem korongon készült cserepek között. Más hagyomány szerint a falu területét nagy erdők borították és ide telepedett le egy Máthé és Lukács nevű pásztor és ezen a helyen alakult ki a mai helység.
Az első írott dokumentum szerint 1269-ben a falu neve Dycha . A falu alapítása valószínű, hogy Géza fejedelem (973-997) kora előtt történt. 1678-ban székely telepesekkel szaporodott a falu lakossága, ez a nyelvjárásban és népviseletben is nyomot hagyott. Az 1848–49-es forradalom és szabadságharcban gróf Bethlen Ferenc zászlóaljában vettek részt, mint vadászok. A XIV. században római katolikus az egyházközség, de aránylag hamar átveszik a reformáció kálvini irányát és 1569-ben már református lelkészük van. A középkori templomokról keveset tudunk. Amit tudunk, az az, hogy biztosan léteztek, mert a templom kisharangja 1534-ben készült és ma is használatban van. A jelenlegi templom 1795-1796 között épült, melyet 1911-ben bővítettek. Ekkor épült az orgona is, amely szintén jó állapotban van.[forrás?]
A trianoni békeszerződés előtt Szolnok-Doboka vármegye Bethleni járásához tartozott.
A két világháború itt is mély nyomokat hagyott az emberekben. Az elesett hősök emlékét a templomkertben levő műemlék és a templomban levő márványtábla őrzi. Az amerikai kivándorlások és a szibériai fogságok kora történelmi tényekben és az öregek tanúbizonyságaiban él. Az 1956-ot követő megtorlások és bujkálások éveit mai napig pótolhatatlan veszteségként említik az élők, vagy titkaikat magukkal vitték az elhunytak.[forrás?]

## Földrajz
Árpástótól délre fekszik. A falu három palaterületre van építve. Esős időszakban emiatt rétegcsúszások veszélye fenyegeti a falut. Ebből kifolyólag több helyre tilos az építkezés. Az Erős és Kiáltó dombokból eredő források hasznosítása lehetővé tenné több lakóház vízzel való ellátását.[forrás?]

## Hagyományok

### Népviselet
A magyar férfi népviselet: tollas kalap, fehér ing, mellény, fekete nadrág és fekete bőrcsizma.
A magyar női népviselet: piros szalag, mellény, ujjnélküli ruha, rövid vagy hosszú ujjú magyar ing, pendely, kötény, bőrcsizma.

### Rendezvények
Magyardécsén minden év júniusában cseresznye-majálisra kerül sor, amely legelőször 1893-ban volt megrendezve.
A rendezvényen nemcsak helyi, hanem határon túli meghívottak is részt vesznek. Az ünnep a templomban megtartandó istentisztelettel kezdődik.
Ezt követően a zöldben megrendezett kulturális programokra kerül sor, ahol helybeliek és meghívott előadók, együttesek mutatják be műsorukat, majd a környékre jellemző gyümölcsöt, a cseresznyét szolgálják fel. Este pedig a faluban bált szerveznek.

## Híres emberek
- Itt született 1927. december 22-én Lászlóffy Ilona, leányneve: Márton Ilona a kolozsvári egyetem pedagógusa, pedagógiai szakírója.
- Itt született 1941. augusztus 3-án Kiss János Botond biológus, ornitológus.
- Itt született 1928. január 28-án Szőcs Ráchel (született: Márton Ráchel) műfordító, szerkesztő.